# Finnische Fußballnationalmannschaft der Frauen/Europameisterschaften
Der Artikel beinhaltet eine ausführliche Darstellung der finnischen Fußballnationalmannschaft der Frauen bei Europameisterschaften und den Qualifikationen dazu. Finnland nahm – mit Ausnahme von 2009, als man als Gastgeber automatisch qualifiziert war – immer an der Qualifikation und dreimal an der Endrunde teil. Finnland konnte noch keinen Titel gewinnen, erreichte aber bei der ersten Teilnahme das Halbfinale. Bereits 1979 hatte Finnland an der inoffiziellen Europameisterschaft teilgenommen, war dort aber in der Gruppenphase ausgeschieden.

## Übersicht
| Jahr | Gastgeberland     | Teilnahme bis...   | Gegner                         | Ergebnis | Trainer/in      | Bemerkungen und Besonderheiten                                               |
| ---- | ----------------- | ------------------ | ------------------------------ | -------- | --------------- | ---------------------------------------------------------------------------- |
| 1984 | keine Endrunde    | nicht qualifiziert | -                              | -        |                 | In der Qualifikation am späteren Europameister Schweden gescheitert          |
| 1987 | Norwegen          | nicht qualifiziert | -                              | -        |                 | In der Qualifikation am späteren Europameister Norwegen gescheitert          |
| 1989 | Deutschland       | nicht qualifiziert | -                              | -        |                 | In der Qualifikation an Dänemark und Titelverteidiger Norwegen gescheitert   |
| 1991 | Dänemark          | nicht qualifiziert | -                              | -        |                 | In der Qualifikation am späteren Vizeeuropameister Norwegen gescheitert.     |
| 1993 | Italien           | nicht qualifiziert | -                              | -        |                 | In der Qualifikation an Dänemark gescheitert                                 |
| 1995 | keine Endrunde    | nicht qualifiziert | -                              | -        |                 | In der Qualifikation an Titelverteidiger Norwegen gescheitert.               |
| 1997 | Norwegen/Schweden | nicht qualifiziert | -                              | -        |                 | In den Playoffs an Frankreich gescheitert                                    |
| 2001 | Deutschland       | nicht qualifiziert | -                              | -        |                 | In den Playoffs am späteren Vizeeuropameister Schweden gescheitert           |
| 2005 | England           | Halbfinale         | Deutschland                    | -        | Michael Käld    | Niederlage gegen den danach wieder erfolgreichen Titelverteidiger            |
| 2009 | Finnland          | Viertelfinale      | England                        | -        | Michael Käld    |                                                                              |
| 2013 | Schweden          | Vorrunde           | Dänemark, Italien, Schweden    | -        | Andrée Jeglertz |                                                                              |
| 2017 | Niederlande       | nicht qualifiziert |                                |          |                 | Gegner in der Qualifikation waren Irland, Montenegro, Portugal und Spanien.  |
| 2022 | England           | Vorrunde           | Spanien, Dänemark, Deutschland | -        | Anna Signeul    | Gegner in der Qualifikation waren Portugal, Schottland, Albanien und Zypern. |
| 2025 | Schweiz           | Vorrunde           | Island, Norwegen, Schweiz      |          | Marko Saloranta | Als Play-off-Sieger gegen Schottland qualifiziert                            |

## Die Turniere

### EM 1984
Für die erste Europameisterschaft hatten nur 16 Mannschaften gemeldet. Da die Aufteilung der Qualifikationsgruppen nach geographischen Gesichtspunkten erfolgte, musste die finnische Mannschaft in der Qualifikation gegen Schweden, Norwegen und Island antreten. Finnland konnte nur die beiden Spiele gegen Island gewinnen, verlor aber alle Spiele gegen die skandinavischen Nachbarn ohne dabei ein Tor zu erzielen. Als Gruppendritter schied Finnland damit aus. Schweden erreichte dann auch die Endspiele und wurde erster Europameister.

### EM 1987 in Norwegen
Bereits fünf Monate nach den Endspielen der vorherigen EM begann die Qualifikation für die nächste Europameisterschaft, für die wieder nur 16 Mannschaften gemeldet hatten. Auf eine geographische Einteilung wurde bis auf eine Ausnahme verzichtet. Dennoch traf Finnland wieder auf Norwegen, sowie diesmal Dänemark und Deutschland, gegen das der einzige und bis heute überhaupt einzige Sieg gelang. Da es nur noch zu zwei Remis bei drei Niederlagen reichte, schied Finnland als Gruppenletzter aus. Gruppensieger Norwegen durfte dann die Endrunde ausrichten und nutzte den Heimvorteil zum Titelgewinn.

### EM 1989 in Deutschland
Bereits drei Monate nach dem Finale begann die Qualifikation für die nächste Endrunde. Wieder traf Finnland auf Titelverteidiger Norwegen und Dänemark, zudem England. Finnland verlor zwar kein Spiel gegen den Titelverteidiger und konnte sogar überraschend in Norwegen gewinnen, dies blieb aber der einzig Sieg. Als Gruppenletzter schieden die Finninnen erneut aus. Norwegen erreichte dann wieder das Finale, verlor dort aber den Titel an Deutschland.

### EM 1991 in Dänemark
In der Qualifikation für die folgende EM-Endrunde trafen die Finninnen wieder auf Norwegen und England sowie diesmal Belgien, gegen das der einzige Sieg gelang. Mit zudem zwei torlosen Remis und drei Niederlagen reichte es aber nur zum dritten Platz. Finnland hatte damit auch die Qualifikation für die erste offizielle WM der Frauen verpasst. Gruppensieger Norwegen erreichte dann bei der Endrunde wieder das Finale, konnte den Titel aber nicht von Deutschland zurückgewinnen.

### EM 1993 in Italien
An der Qualifikation für die folgende EM nahmen schon 23 Mannschaften teil. Um sich für das Viertelfinale zu qualifizieren, musste Finnland in der Gruppenphase gegen Dänemark und Frankreich spielen. Finnland spielte in den Heimspielen zweimal 1:1 und verlor beide Auswärtsspiele. Damit schieden die Finninnen als Gruppendritte aus. Gruppensieger Dänemark setzte sich dann im Viertelfinale gegen Schweden durch und wurde bei der Endrunde Dritter.

### EM 1995
Bereits 1993 begann mit 29 Mannschaften die Qualifikation für die nächste Europameisterschaft, die wieder und letztmals ohne Endrunde ausgetragen wurde. Finnland traf erneut auf Titelverteidiger Norwegen sowie erstmals Ungarn und Tschechien. Finnland startete mit je einem Unentschieden gegen die drei Gegner, gewann dann mit 4:0 gegen Tschechien, verlor aber mit dem gleichen Ergebnis in Norwegen. Mit einem 1:0 in Ungarn wurde zwar der zweite Platz gesichert, aber nur die Gruppensieger erreichten das Viertelfinale. Damit war Finnland auch für die zweite WM in Schweden nicht qualifiziert. Gruppensieger Norwegen, der außer bei der ersten EM immer das Finale erreicht hatte, schied diesmal bereits im Halbfinale aus.

### EM 1997 in Norwegen und Schweden
Bereits sechs Monate nach dem Finale begann die Qualifikation für die nächste EM-Endrunde für die nun schon 34 Mannschaften gemeldet hatten und die erstmals mit acht Mannschaften ausgetragen wurde. Auf Grund der unterschiedlichen Spielstärke der gemeldeten Mannschaften wurde die Qualifikation in zwei Kategorien eingeteilt. Die 16 stärksten Mannschaften, zu denen auch Finnland gehörte, spielten um die direkte Qualifikation, die 18 schwächeren Mannschaften um die Möglichkeit bei der nächsten Qualifikation in der höheren Kategorie zu spielen. Finnland traf dabei auf Ex-Europameister Norwegen, Titelverteidiger Deutschland und erstmals die Slowakei, gegen die der einzige Sieg gelang. Zudem wurde in der Slowakei ein torloses Remis erreicht. Da die Spiele gegen die beiden Topmannschaften verloren wurden, reichte es nur zum dritten Platz. Bei dieser Qualifikationsrunde hatten die Gruppendritten aber die Chance sich in Playoffspielen gegen einen Gruppenzweiten für die Endrunde zu qualifizieren. Finnland traf auf Frankreich, verlor aber beide Spiele, wodurch sich die Französinnen erstmals qualifizierten. Finnland hatte sich als Dritter aber den Platz in der höheren Kategorie gesichert, während die Slowakei in der Relegation gegen einen Gruppensieger der B-Kategorie unterlag. Norwegen war als Gruppensieger direkt für die Endrunde qualifiziert und richtete diese zusammen mit dem Nachbarn Schweden aus. Dort gab es erstmals Gruppenspiele, Norwegen scheiterte aber bereits in der Gruppenphase. Deutschland setzte sich als Gruppenzweiter in den Playoffs gegen Island durch und verteidigte bei der Endrunde seinen Titel erfolgreich.

### EM 2001 in Deutschland
In der Qualifikation für die EM 2001 spielten die Finninnen wieder in der höheren Kategorie und trafen diesmal auf Russland, Dänemark und die Bundesrepublik Jugoslawien. Finnland gewann nur die Heimspiele gegen die Däninnen und die Jugoslawinnen, verlor aber alle anderen Spiele und war damit wieder Dritter. In den wieder durchgeführten Playoffs trafen die Finninnen auf den Nachbarn Schweden und verloren zweimal deutlich (2:5 und 1:5). Schweden wurde dann bei der Endrunde Zweiter, Russland hatte diese als Gruppensieger erstmals erreicht, scheiterte aber in der Gruppenphase u. a. an Schweden. Dänemark als Gruppenzweiter konnte sich in den Playoffs gegen Spanien durchsetzen, verlor dann aber bei der Endrunde im Halbfinale gegen Schweden. Die Jugoslawinnen verloren ihrerseits den Platz in der A-Kategorie in den Relegationsspielen an Tschechien, konnten sich diesen aber in der Qualifikation für die WM 2003 zurückerobern.

### EM 2005 in England
Für die EM 2005 wurde der Gastgeber erstmals vorab festgelegt und England erhielt den Zuschlag für die Austragung. Finnland musste in der Qualifikation in einer von vier Fünfergruppen gegen Vizeeuropameister und Vizeweltmeister Schweden, sowie Italien, die Schweiz und die nun als Serbien und Montenegro antretenden Jugoslawinnen spielen. Finnland verlor nur in Schweden, spielte viermal remis und gewann beiden Spiele gegen Serbien und Montenegro sowie in der Schweiz. Damit wurde Finnland wieder Dritter und war als einer der beiden besten Gruppendritten für die Playoffs qualifiziert. In diesen setzten sich die Finninnen mit zwei Siegen gegen Russland durch und waren damit erstmals für die Endrunde qualifiziert.
Bei der Endrunde trafen sie in ihrem ersten Endrundenspiel auf Gastgeber England und verloren mit 2:3 durch ein Tor in der Nachspielzeit. Dabei erzielte Sanna Valkonen zwar als erste Finnin ein Tor bei einer EM-Endrunde, allerdings ein Eigentor. Besser machte es Anna-Kaisa Rantanen, die das erste EM-Tor für Finnland erzielte. Im zweiten Spiel gegen Schweden konnten sie dann ein torloses Remis erkämpfen und gewannen dann das letzte Spiel gegen Dänemark mit 2:1. Beide waren damit punkt- und torgleich, da Finnland aber den direkten Vergleich gewonnen hatte, zogen die Finninnen überraschend ins Halbfinale, wo sie beim 1:4 gegen Titelverteidiger Deutschland aber chancenlos waren, der bereits nach 12 Minuten mit 3:0 führte und dann auch im Finale seinen Titel verteidigte.

### EM 2009 in Finnland
Die EM 2009 fand in Finnland statt und erstmals nahmen zwölf Mannschaften am Turnier teil. Finnland musste sich daher nicht qualifizieren.
Im offiziellen Eröffnungsspiel konnten die Finninnen die Däninnen mit 1:0 besiegen. Im zweiten Spiel gegen EM-Neuling Niederlande sorgte Laura Österberg Kalmari mit zwei Toren für den 2:1-Sieg, womit Finnland bereits vor dem letzten Spiel als Gruppensieger feststand. So konnte die 0:1-Niederlage gegen den anderen EM-Neuling Ukraine verkraftet werden.
Im erstmals bei einer Endrunde ausgetragenen Viertelfinale trafen sie dann auf die Engländerinnen, die zwei Tage weniger Pause hatten und sich nur als bester Gruppendritter für die K.-o.-Runde qualifiziert hatten, verloren aber mit 2:3. England erreichte dann auch das Finale, verlor dies aber mit 2:6 gegen Titelverteidiger Deutschland.

### EM 2013 in Schweden
Die EM 2013 fand zum zweiten Mal in Schweden statt. Wie vier Jahre zuvor wurde die Qualifikation von den schwächeren Mannschaften begonnen, diesmal aber nur von den acht schwächsten Teams. Finnland musste erst in der zweiten Runde eingreifen und war bei der Auslosung als Gruppenkopf gesetzt. Gegner waren die Ukraine und die Slowakei sowie erstmals Belarus und Estland. Finnland startete mit sechs Siegen sowie einem Remis und war damit bereits vor dem letzten Spiel in der Ukraine für die Endrunde qualifiziert. Daher konnte die 0:1-Niederlage dort verkraftet werden. Die zweitplatzierte Ukraine scheiterte dann in den Playoffs der Gruppenzweiten an Island.
Bei der Endrunde startete die finnische Mannschaft mit einem 0:0 gegen Italien und verlor dann mit 0:5 gegen Schweden. Nach einem 1:1 gegen Dänemark, das Kapitänin Annica Sjölund mit dem einzigen Turniertor für Finnland erst drei Minuten vor dem Spielende sicherte, waren beide zwar punktgleich, Finnland hatte aber die schlechtere Tordifferenz und wurde damit Gruppenletzter, während Dänemark als Gruppendritter dank Losglück ins Viertelfinale einzog.

### EM 2017 in den Niederlanden
Die EM 2017 fand in den Niederlanden und erstmals mit 16 Mannschaften statt. Finnland traf in der Qualifikation auf Irland, erstmals Montenegro, Portugal und Spanien. Die Finninnen schafften die Qualifikation nicht, da sie im direkten Vergleich um den zweiten Platz der portugiesischen Mannschaft unterlagen. Nach einem torlosen Remis im Heimspiel gingen sie zwar im Rückspiel in Portugal mit 2:0 in Führung, mussten aber bereits zwei Minuten später den Anschlusstreffer hinnehmen und in der Schlussminute der ersten Halbzeit den Ausgleich. Sechs Minuten vor dem Spielende gelang den Portugiesinnen dann noch der Siegtreffer. Da die Finninnen im letzten Gruppenspiel in Spanien mit 0:5 unterlagen, während den Portugiesinnen ein 1:0-Sieg im Parallelspiel in Irland gelang, waren beide Mannschaften punktgleich. Die Finninnen hatten zwar die bessere Tordifferenz (+5 gegenüber +4), entscheidend war aber der direkte Vergleich.

### EM 2022 in England
Für die eigentlich für 2021 terminierte EM, die dann aber wegen der COVID-19-Pandemie um ein Jahr verschoben wurde, mussten sich die Finninen wieder gegen Portugal sowie Schottland, Albanien und Zypern qualifizieren. Die Finninen starteten mit drei Siegen gegen die beiden schwächeren Mannschaften, spielten dann remis in Portugal, wobei Linda Sällström der Ausgleichstreffer erst in der Schlussminute gelang. Dann wurden für den April und Juni 2020 angesetzte Qualifikationsspiele wegen der Pandemie verschoben. Einige konnten im Herbst 2020 nachgeholt werden, die beiden letzten wurden aber in den Februar 2021 verschoben. Am 19. Februar konnte dann Sällström durch ein Tor in der dritten Minute der Nachspielzeit zum 1:0-Sieg gegen Portugal ihre Mannschaft zur Endrunde schießen. Bei der Auslosung am 28. Oktober 2021 wurde Finnland in die Gruppe mit Deutschland, Dänemark und Spanien gelost.
Im ersten Gruppenspiel gegen Spanien brachte Linda Sällström ihre Mannschaft bereits nach 50 Sekunden nach einem Konter in Führung und erzielte damit das schnellste Tor in einer EM-Gruppenphase. Die Finninnen konnten die Führung aber nicht verteidigen und verloren am Ende mit 1:4. Nach einer 0:1-Niederlage gegen Dänemark hatten sie schon keine Chance mehr das Viertelfinale zu erreichen und verloren auch das letzte Spiel gegen Rekordeuropameister Deutschland mit 0:3, womit sie als Gruppenletzte ausschiede und in der ewigen Ranglist vom achten auf den elften Platz fielen.

### EM 2025 in der Schweiz
Die Qualifikation lief erstmals unter einem anderen Modus. Analog der UEFA Women’s Nations League wurde in drei Ligen gespielt, wobei sich die Gruppensieger und -zweiten der Liga A direkt für die Endrunde qualifizierten. Die Gruppendritten und -vierten hatten dann noch die Chance sich über Play-offs für die Endrunde zu qualifizieren. Die Finninnen treffen in Liga A1 auf die Niederlande, Italien und Norwegen. Als Gruppenvierte trafen die Finninnen im Play-off-Halbfinale auf Montenegro und gewannen mit 1:0 und 5:0. Im Play-off-Finale trafen sie auf Schottland. Nach einem torlosen Remis in Edinburgh wurde das Rückspiel mit 2:0 gewonnen.
Bei der Auslosung am 16. Dezember 2024 wurden die Finninnen in die Gruppe mit Gastgeber Schweiz, Island und Norwegen gelost. Bei EM-Endrunden wurde gegen diese Teams noch nicht gespielt. Im ersten Gruppenspiel gegen Island konnten die Finninnen mit 1:0 gewinnen, verloren dann aber gegen Norwegen unglücklich auch durch ein Eigentor mit 1:2. So kam es im letzten Gruppenspiel gegen die Gastgeberinnen, die gegen Norwegen ebenfalls durch ein Eigentor mit 1:2 verloren hatten und gegen Island mit 2:0 gewonnen hatten zum quasi Endspiel um den zweiten Platz. Die Finninnen mussten wegen der schlechteren Tordifferenz gewinnen, den Schweizerinnen genügte ein Remis. Die Finninnen gingen in der 79. Minute durch einen von Natalia Kuikka verwandelten Foulelfmeter mit 1:0 in Führung, kassierten in der Nachspielzeit aber noch den Ausgleich, wodurch sie ausschieden.

## Statistiken

### Spielerinnen mit den meisten Einsätzen bei Europameisterschaften
| Spiele | Spieler                 | Jahr (Spiele)                          |
| ------ | ----------------------- | -------------------------------------- |
| 10     | Linda Sällström         | 2009 (4), 2022 (3), 2025 (3)           |
| 9      | Natalia Kuikka          | 2013 (3), 2022 (3), 2025 (3)           |
| 8      | Jessica Julin           | 2005 (4), 2009 (4)                     |
|        | Anne Mäkinen            | 2005 (4), 2009 (4)                     |
|        | Laura Österberg Kalmari | 2005 (4), 2009 (4)                     |
|        | Tiina Salmén            | 2005 (4), 2009 (4)                     |
|        | Sanna Talonen           | 2005 (2), 2009 (3), 2013 (3)           |
|        | Petra Vaelma            | 2005 (4), 2009 (4)                     |
|        | Anna Westerlund         | 2009 (3), 2013 (3), 2022 (2)           |
| 7      | Tinja-Riikka Korpela    | 2009 (3), 2013 (2), 2022 (2), 2025 (0) |
| 6      | Anna-Kaisa Rantanen     | 2005 (4), 2009 (2), 2009 (5)           |
|        | Annica Sjölund          | 2009 (4), 2013 (2)                     |
|        | Sanna Valkonen          | 2005 (4), 2009 (2)                     |
|        | Tuija Hyyrynen          | 2009 (2), 2013 (3), 2022 (1)           |
|        | Emmi Alanen             | (2013 (3), 2022 (3)                    |
|        | Essi Sainio             | (2013 (3), 2022 (3)                    |
|        | Emma Koivisto           | 2022 (3), 2025 (3)                     |
|        | Eveliina Summanen       | 2022 (3), 2025 (3)                     |
|        | Ria Öling               | 2022 (3), 2025 (3)                     |
| 5      | Susanna Lehtinen        | 2009 (2), 2013 (3)                     |
|        | Olga Ahtinen            | 2022 (3), 2025 (2)                     |
|        | Sanni Franssi           | 2022 (2), 2025 (3)                     |

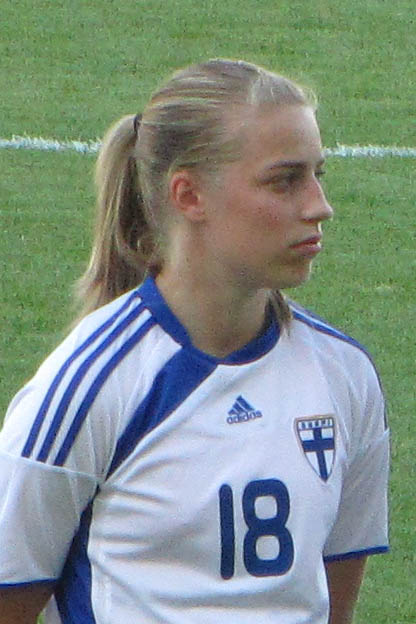
Linda Sällström, finnische EM-Rekordspielerin

Stand: 10. Juli 2025 (Spielerinnen, die 2025 teilnahmen sind fett gedruckt)

### Spielerinnen mit den meisten Toren bei Europameisterschaften

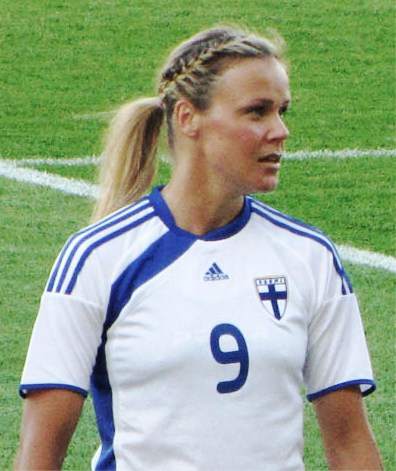
Laura Österberg Kalmari, beste EM-Torschützin Finnlands

| Tore | Spieler                 | Jahr (Tore)        |
| ---- | ----------------------- | ------------------ |
| 4    | Laura Österberg Kalmari | 2005 (2), 2009 (2) |
| 2    | Annica Sjölund          | 2009 (1), 2013 (1) |
|      | Linda Sällström         | 2009 (1), 2022 (1) |
| 1    | 7 Spielerinnen          |                    |

Stand: 10. Juli 2025

## Endrunden-Spiele
Die Finninnen bestritten bisher 17 Endrunden-Spiele, wovon vier mit jeweils einem Tor Differenz gewonnen wurden, vier remis endeten und neun verloren wurden. Kein Spiel musste verlängert werden. Vier Endrundenspiele fanden auf heimischen Boden statt. Dreimal spielten die Finninnen gegen die Gastgeberinnen und einmal gegen den Titelverteidiger. Häufigste Gegner waren Dänemark (4 Spiele), Schweden (2), England (2) und Deutschland (2).
| Nr. | Datum         | Gegner       | Ergebnis  | Austragungsort      | Anlass        | Bemerkung                          |
| --- | ------------- | ------------ | --------- | ------------------- | ------------- | ---------------------------------- |
| 1   | 5. Juni 2005  | England      | 2:3 (0:2) | Manchester (ENG)    | Gruppenspiel  |                                    |
| 2   | 8. Juni 2005  | Schweden     | 0:0       | Blackpool (ENG)     | Gruppenspiel  | 200. Länderspiel nach FIFA-Zählung |
| 3   | 11. Juni 2005 | Dänemark     | 2:1 (2:1) | Blackpool (ENG)     | Gruppenspiel  |                                    |
| 4   | 15. Juni 2005 | Deutschland* | 1:4 (1:3) | Preston (ENG)       | Halbfinale    |                                    |
| 5   | 23. Aug. 2009 | Dänemark     | 1:0 (0:0) | Helsinki            | Gruppenspiel  |                                    |
| 6   | 26. Aug. 2009 | Niederlande  | 2:1 (1:1) | Helsinki            | Gruppenspiel  |                                    |
| 7   | 29. Aug. 2009 | Ukraine      | 0:1 (0:0) | Helsinki            | Gruppenspiel  | Erstes Spiel gegen die Ukraine     |
| 8   | 3. Sep. 2009  | England      | 2:3 (0:1) | Turku               | Viertelfinale |                                    |
| 9   | 10. Juli 2013 | Italien      | 0:0       | Halmstad (SWE)      | Gruppenspiel  |                                    |
| 10  | 13. Juli 2013 | Schweden     | 0:5 (0:3) | Göteborg (SWE)      | Gruppenspiel  | 300. Länderspiel nach FIFA-Zählung |
| 11  | 16. Juli 2013 | Dänemark     | 1:1 (0:1) | Göteborg (SWE)      | Gruppenspiel  |                                    |
| 12  | 8. Juli 2022  | Spanien      | 1:4 (1:2) | Milton Keynes (ENG) | Gruppenspiel  |                                    |
| 13  | 12. Juli 2022 | Dänemark     | 0:1 (0:0) | Milton Keynes (ENG) | Gruppenspiel  |                                    |
| 14  | 16. Juli 2022 | Deutschland  | 0:3 (0:1) | Milton Keynes (ENG) | Gruppenspiel  |                                    |
| 15  | 2. Juli 2025  | Island       | 1:0 (0:0) | Thun (CHE)          | Gruppenspiel  |                                    |
| 16  | 6. Juli 2025  | Norwegen     | 1:2 (1:1) | Sion (CHE)          | Gruppenspiel  |                                    |
| 17  | 10. Juli 2025 | Schweiz      | 1:1       | Genf (CHE)          | Gruppenspiel  |                                    |

Anmerkungen: Die fett gedruckte Mannschaft ging als Titelverteidiger in das Turnier, mit „*“ gekennzeichnete Mannschaft war Weltmeister.